# Tiszaladány
Tiszaladány község Borsod-Abaúj-Zemplén vármegyében, a Tokaji járásban.

## Fekvése
Tiszaladány hazánk északkeleti részén, Borsod-Abaúj-Zemplén vármegyében, az Alföld Taktaköz nevű tájegységében, a tokaji Kopasz-hegytől délre fekszik, Tokajtól alig 6 kilométerre. Határában három tájegység találkozik; területének északi része mély fekvésű, déli része pedig, különösen a Tisza mentén dombos. Mai arculata a pleisztocén–holocén folyamán alakult ki, formálásában döntő tényező a víz és a szél volt.
A 19. században a Tisza szabályozása során a Taktaköz peremén több, mint hat kanyarulatot vágtak le a folyóból. A községtől északkeletre kanyargó medret – ez ma a belterület közelében található, s a helyiek Hótt Tiszának, vagy Kis-Tiszának nevezik – észak–déli irányú átvágással zárták el a Tisza főágától. Napjainkban a folyó, vagy ahogy a község lakói mondják, a „Nagy-Tisza” 600–700 méterre folyik a falutól. 1855-ben épült a falu alatti töltés, amely már képes volt a községet megvédeni az árvizektől.
A közvetlenül határos települések: észak felől Tokaj, kelet felől Tiszaeszlár, dél felől Tiszalök (utóbbi kettő a Tisza túlsó partján fekszik), délnyugat felől Tiszatardos, nyugat felől Csobaj, északnyugat felől pedig Tarcal.

### Megközelítése
Csak közúton közelíthető meg, Tokaj vagy Tiszatardos felől, a 3621-es úton.

## Története
Tiszaladány nevét a Kállay család levéltárának egy 1446-ból származó oklevele említette először.
A település régen Rákóczi birtok volt, majd a Kincstáré lett.
A 20. század elején báró Győrffy Róza birtokának írták.
Az 1900-as évek elején 1142 lakosa volt, valamennyien reformátusok voltak. A házak száma ekkor 120 volt.
A 20. század elején feljegyezték régi érdekesebb dűlő- és helyneveit is, melyek a következők: Ladány, Ively, Úri-rét, Dicse, Dávid homoka, Hajdu domb, Pozsoros, Recskés, Arany-kert, Égető-halom, Karakó-halom, Karahaj.
Az 1950-es megyerendezésig Szabolcs vármegye Dadai alsó járásához tartozott.

## Közélete

### Polgármesterei
- 1990–1994: Csikai István (független)[4]
- 1994–1998: Csikai István (független)[5]
- 1998–2002: Benkő Ferenc (független)[6]
- 2002–2006: Benkő Ferenc (független)[7]
- 2006–2010: Benkő Ferenc (független)[8]
- 2010–2014: Dr. Liszkai Ferenc (Fidesz-KDNP)[9]
- 2014–2019: Dr. Liszkai Ferenc (Fidesz-KDNP)[10]
- 2019–2024: Dr. Liszkai Ferenc (Fidesz-KDNP)[11]
- 2024– : Dr. Liszkai Ferenc (Fidesz-KDNP)[1]

## Népesség
A település népességének változása:
| Lakosok száma | 667  | 645  | 643  | 622  | 573  | 593  | 575  |
|               | 2013 | 2014 | 2015 | 2021 | 2022 | 2023 | 2024 |

2001-ben a település lakosságának 92%-a magyar, 8%-a cigány nemzetiségűnek vallotta magát.
A 2011-es népszámlálás során a lakosok 89,9%-a magyarnak, 10,3% cigányak, 0,3% németnek mondta magát (10,1% nem nyilatkozott; a kettős identitások miatt a végösszeg nagyobb lehet 100%-nál). A vallási megoszlás a következő volt: római katolikus 11,5%, református 57%, görögkatolikus 2,8%, felekezeten kívüli 13,4% (15% nem válaszolt).
2022-ben a lakosság 93,2%-a vallotta magát magyarnak, 16,2% cigánynak, 0,7% németnek, 0,2% ruszinnak, 0,2% lengyelnek, 1,6% egyéb, nem hazai nemzetiségűnek (6,3% nem nyilatkozott; a kettős identitások miatt a végösszeg nagyobb lehet 100%-nál). Vallásuk szerint 6,5% volt római katolikus, 51,8% református, 1,9% görög katolikus, 0,2% egyéb keresztény, 0,3% evangélikus, 13,1% felekezeten kívüli (25,1% nem válaszolt).

## Nevezetességei
Műemlék református templom.
„Ezen templomnak építése és fel szentelése felől semmi sem tudatik a régiség miatt”
– írja a krónikás prédikátor az 1806. esztendőben.

## Címere
Tiszaladány címere nagyjából a Rákóczi-szabadságharc idejére datálható. A szájhagyomány alapján ekkor azért kapta a falu ezt a címert, mert öt napon keresztül látta el hallal az akkor épp a környéken táborozó magyar sereget, akik élelem híján voltak. A címerben ezért szerepel az öt darab hatágú csillag. Ezek a csillagok a címertanban napot jelölnek. A hal melletti evező pedig a vízi szállítás jelképe. A hal pedig ezen a címeren ennivalót jelöl.

## Híres emberek
- Itt született 1930. október 31-én Csikai Gyula fizikus, az MTA tagja
- Itt született Győri Elek, Naiv festőművész.[15]
- Itt született Bényei József 1934. július 7; író, újságíró, költő. A Magyar Köztársasági Érdemrend lovagkeresztje (2004)

## Közlekedés
A település tömegközlekedéssel a Volánbusz által üzemeltetett 3853-as járattal közelíthető meg.